# LOMO LC-A
LOMO LC-A（えるおーえむおー・えるしーえー、露: ЛОМО ЛК-А）は、レニングラード光学機械企業連合（露: Ленинградское оптико–механическое объединение・ЛОМО，羅: Leningradskoye Optiko–Mekhanicheskoye Obyedinenie・LOMO）が1984年から2005年にかけて生産したフィルム・スチル・カメラである。
製品の名はЛОМО Компакт–Автомат（英: LOMO Compact–Automat）が正しいが、専らЛОМО ЛК-А若しくはLOMO LC-Aと呼ばれている。現在は、ロモグラフィック・ソサエティ・インターナショナルの事業会社がLomo LC-A+の名で復刻生産している。

## 概説

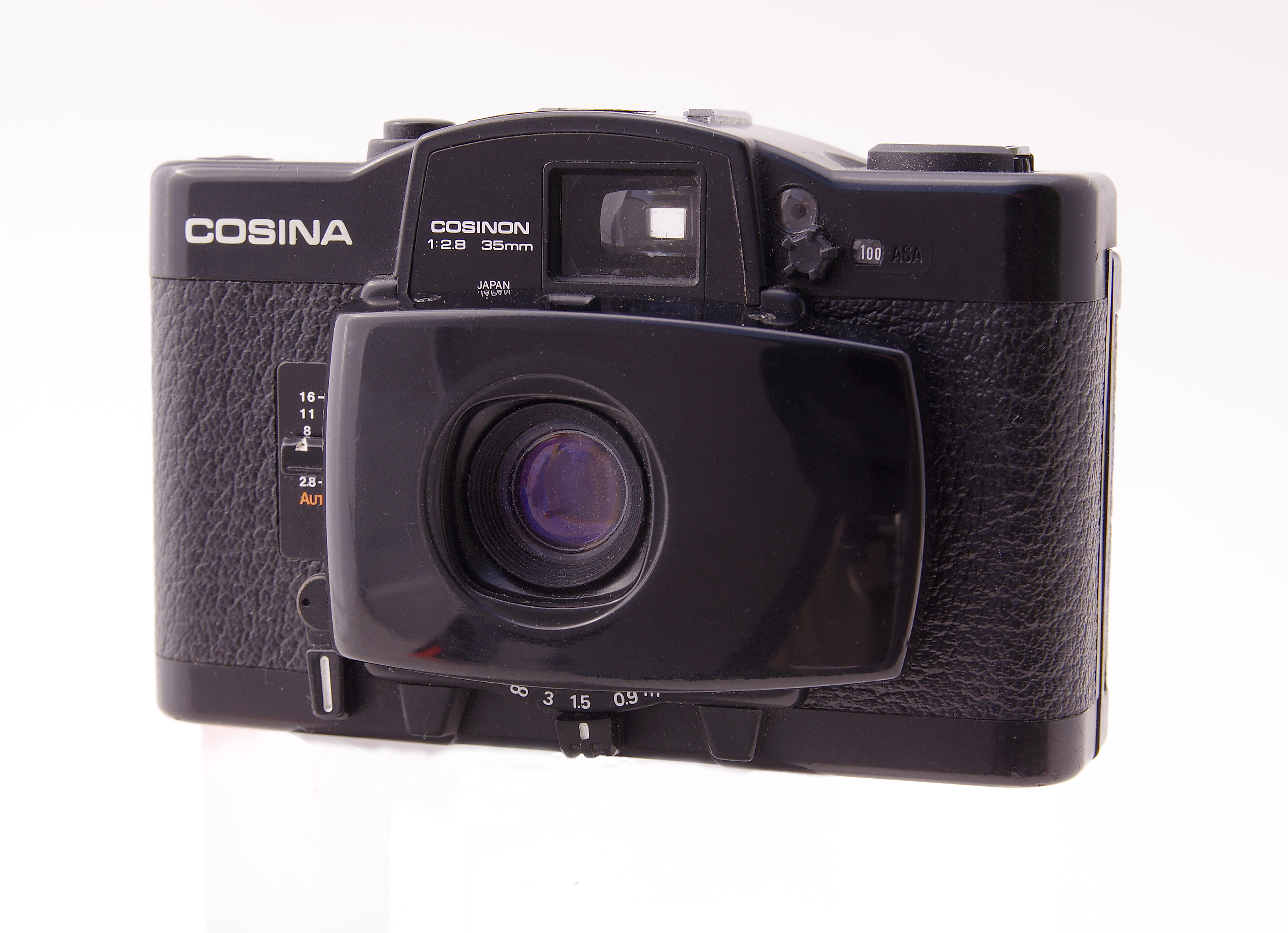
コシナCX-2

ソビエト連邦国防産業副大臣のイーゴリ・コルニツキーは、1980年にケルンで開催された光学機器見本市フォトキナを訪れ、出品されていたコシナCX-2に興味を持った。傍らにいた特別設計局のアナトリー・ポチョムキンは、その場でLOMOなら模造品を製造できると囁いたという。帰国したコルニツキーは、直ちにLOMOに開発命令を出し、その期限は2か年とした。設計は特別設計局のアナトリー・ポチョムキンが主導し、同局のミハイル・ホロミャンスキーが責任者となった。コシナCX-2を精査したホロミャンスキーは、模造は技術的に不可能との結論を出し、独自技術で同等の製品を開発する方針に改めた。これによって開発された小型カメラに搭載可能な電子制御シャッターによる自動露出技術は、ソビエト連邦で初めての例となった。レンズは、先ず国立光学研究所のヴァレリー・タラブキンが設計を主導したが、品質面で課題が多く放棄された。次にレニングラード精密機械光学研究所のセルゲイ・ロディオノフが設計したが、小型化に不向きだった。結局は、特別設計局のレフ・サキンがロディオノフの設計に手を加え、ようやく完成を見た。このレンズはМинитар-1（羅: Minitar 1）と名付けられ、後に続くMinitarレンズの先駆けとなった。こうして設計を終えたが、コルニツキーが要求した仕様から大きく逸脱したものとなった。しかし、ポチョムキンはこれを取り繕い、承認を得ることに成功した。ポチョムキンは、コルニツキーは日本製のカメラと全く同じものを望んだが、我々が作ったカメラの方が好きだと語っている。1982年の春に6台の試作品が完成し、審査に合格した。量産準備中に、コルニツキーの要望により外観が改められた。1983年に生産が始まり、翌1984年には月産1,100台の連続生産となった。頒布価格は75SURだった。ポーランド、チェコスロバキア、キューバなど共産圏に輸出もされた。
1991年、ウィーン大学の学生であるヴォルフガング・シュトランツィンガー、マティアス・フィーグル、クリストフ・ホーフィンガーの三人は、プラハで露天商からLC-Aを10SURで購入した。撮影して得た写真の、極端に鮮やかな色彩と、不安定な画質を、前衛的だと感じた三人は、ウイーンに戻るなり愛好家団体ロモグラフィック・ソサエティ・インターナショナル（LSI）を作るとともに、LC-Aの輸入を始めた。の評判は広まり、同機で撮影した写真をロモグラフィーと呼ぶ新たな表現方法を目指す芸術運動となった。しかし、西側の高性能機の流入によりLC-Aの生産数は大きく減り、遂には1994年12月に同機の生産を終了した。1996年3月に、シュトランツィンガーとフィーグルは現地に赴き、オーストリア名誉領事のトム・ヴェストフェルトの仲介で、LOMOのイリヤ・クレバノフや副市長のウラジーミル・プーチンらと交渉し、LC-Aの生産再開を勝ち得た。これは、このために設立した事業会社からの委託生産で、全量を同社が買い取るものであった。この生産は2005年まで続いた。製造権はLSIの事業会社に移り、同社は中国の工場でLC-Aの復刻生産を始めた。

## 仕様
135フィルムを用いた小型且つ全自動のフィルム・スチル・カメラである。ボディーはプラスチック製で、外寸は幅107mm、高さ68mm、厚さ43.5mm、重量は電池別で250gであった。レンズは、4群4枚構成、F=32mm及び1:2.8で、Minitar-1と名付けられている。撮影には電源が必要で、装填したСЦ0,18-У2ボタン型電池から供給する。電池の残量は、ファインダー内の警告灯で知ることができる。対応するフィルム感度は、GOSTで16、32、65、130及び250で、手動で設定する。底部前方にあるレバーを倒すと、レンズとファインダーのカバーが開き、電源が入る。絞りは、自動のほか、F2.8、F4、F5.6、F8、F11及びF16が選択できるが、その際のシャッター速度は1/60秒に固定される。自動の場合は、フィルム感度とCdS露出計によって絞り値とシャッター速度が決まる。シャッター速度は、2秒から1/500秒であり、1/30秒以上となる場合は、ファインダー内の警告灯が点灯する。焦点距離は、レバーにより0.8m、1.5m、3m及び無限遠を選択する。初期には、選択した焦点距離がファインダー内に表示されたが、後期には省かれた。撮影後にフィルムを巻き上げると、再びシャッターの押下が可能となる。

## 変遷
- ソビエト連邦製 - 表記はキリル文字のほかラテン文字に翻字したものもあり、概ねソビエト連邦国家品質合格章が付せられている[16]。輸出向けには「Zenit」若しくは「ZENITH」の銘が貼られているものもあり、フィルム感度がGOSTからASAに改められている[16]。国内向けも後期にはASAに改められた[16]。
- ロシア連邦製 - 1994年12月まで[3]。
- ロシア連邦製（LSI扱い） - 1997年から2005年まで[3]。表記はラテン文字のみとなり、シャッターのカバーにLomoboyと呼ばれるイラストが印字されている[22]。

## 特製
- 1986年に開催された第27回ソビエト連邦共産党大会のために約5,000台を製造した[4]。上面には、揺れる赤い旗に第27回党大会と文字が入った徽章が付いている[16]。
- 1987年に開催された第20回コムソモールのために製造した[16]。上面に会議名が白字で印字されている[16]。
- 1997年のロモグラフィー10周年とLOMO90周年のために936台が製造された[16]。ボティには茶色の鰐革が貼られ、背面にはロシア人芸術家のアレクサンダー・ジキアによってデザインされた徽章が付けられている[16]。

## 後継
- LC-M - LC-Aの後継機として、1986年から翌年にかけて数千台が生産されたが、何らかの理由で生産を中止した[23]。フィルム感度はISO800まで対応したとし、ケーブル・レリーズ対応のシャッター・ボタンへの変更など細かな改良がなされている[23]。
- Lomo LC-A+ - LSIの事業会社は、2006年9月に生産地を中国に代えてLC-Aの復刻生産を始めた[注 6][10][24]。その際、多重露光撮影機能の追加と、ISO1600までの高感度フィルムへの対応、ケーブル・レリーズ対応のシャッター・ボタンへの変更などの改良を加え、呼称をLomo LC-A+に改めた[3]。レンズは、当初はLOMOの在庫が用いられたが、それが尽きた2007年6月以降は中国製に置き換えた[3]。

## 用品
- Краб（羅: Krab）と呼ばれる水中撮影用防水ケースが頒布された[注 7][26]。
- Данко（羅: Danko）と呼ばれるエレクトロニック・フラッシュが頒布された[注 8][28]。

## 余聞
- Instagramは配布開始当初から、LC-Aの撮影結果に似せるフィルタ「Lomo-fi」を備えていたが、LSIの事業会社は、Instagramを配布するBurbn, Incに対し「Lomo-fi」の改名を求めた[10][29]。

- 裏蓋が開いている。
- ベゼルが閉じている。
- モーター・ドライブ接続用の低板が付いている。
- 撮影距離設定レバー。
- 絞り設定レバー。
- フィルム感度設定ダイヤル。

## 脚註

### 註釈
1. ↑  ロシア語でもエルオーエムオーと発音する。
2. ↑  日本国外務省は、「Ленинградское оптико–механическое объединение」を「レニングラード光学機械企業連合」と邦訳している[1]。
3. ↑  2024年4月現在。
4. ↑  イリヤ・クレバノフは後年、ウラジーミル・プーチンから副首相兼産業科学技術相に任ぜられた[4]。
5. ↑  ЛОМОとLSIとの契約の顛末は、ЛОМОのウェブ・ページに詳しい[12]。
6. ↑  鳳凰光学股份有限公司が生産を受託している[24]。
7. ↑  Крабとは、水生動物の蟹のことである[25]。
8. ↑  Данкоとは、19世紀の小説に登場する炎で民衆を導く男の名前である[27]。